# Volvo Amazon
Volvo Amazon, Volvo 121, Volvo 122S,  Volvo 123GT, är en personbil från Volvo. Den lanserades för återförsäljare i Skövde den 3 augusti 1956, och för allmänheten i Örebro den 1-2 september samma år.

## Historik
Den amerikanskfödde norrmannen Jan Wilsgaard, som ritade Amazonen, tog fram flera prototyper som ersättare för Volvo PV 444. En av dessa var bilen som av pressen kom att kallas "Margarete Rose", och som var tänkt att komma i produktion 1954–1955. Bilen hade drag av Volvo P1900, men tillverkades bara i ett exemplar. Ytterligare ett annat försök gjordes av den svenske affärsmannen Gösta Wennberg, som på Parissalongen 1952 kom i kontakt med den italienske formgivaren Giovanni Michelotti. Volvo beslutade att Michelotti skulle rita en kaross, som senare kom att byggas av Allemano i Turin. Karossen satt på ett PV445-chassi, men då baksätet var närmast obrukbart (på grund av chassikonstruktionen) blev Volvo aldrig riktigt intresserade. Bilen gick under arbetsnamnet "Elisabeth I", och hade tydliga drag av den kommande Amazonen. Wennberg gjorde ännu ett försök, med "Elisabeth II", baserad på bottenplattan till PV 444 och med förbättrat baksäte. Tillverkningskostnaderna visade sig dock bli för höga, varför Volvo gav tummen ner. Enda exemplaret av bilen fick registreringsnummer BD 39068. Även denna bil hade Amazonens formspråk.
Volvo Amazon lanserades som efterträdare till PV 444 och var i jämförelse med denna betydligt modernare, inte minst genom sin 1950-talsdesign (speciellt inspirerad av den delade grillen från Imperial) med pontonkaross och fyradörrarsversion. Hjulbasen och den grundläggande tekniska konstruktionen behölls från PV 444. Amazonen kom i oktober 1961 i en tvådörrarsversion och i en femdörrarsversion (kombi) i februari 1962. Mannen bakom formgivningen var Jan Wilsgaard. Säkerhetstänkandet var högt redan på den tiden hos Volvo, och Amazonen hade redan vid premiären fästen för säkerhetsbälten som standardutrustning. År 1959 fick Volvo Amazon som första serietillverkade bil i världen trepunktsbälte i framsätena som standardutrustning, men redan 1957 var modellen förberedd för trepunktsbälte, som då kunde erhållas som extrautrustning.
Handbromsspaken i Amazon satt monterad till vänster om föraren i stället för mellan stolarna. Anledningen sägs vara att man planerade modellversioner med hel soffa i framsätet och rattmonterad växelspak. Rattväxel erbjöds på vissa årsmodeller men inte på alla marknader, men blev aldrig särskilt populärt. Däremot kom aldrig någon modell med hel framsoffa i produktion, vilket kan ha berott på att en sådan inbjuder till att man sitter tre personer i framsätet och att en av dem i så fall skulle sakna säkerhetsbälte. Den avigt placerade handbromsspaken hängde kvar hela Amazonens livstid och även de första årsmodellerna i 140-serien.   
Under 1960-talet var Amazon Volvos volymbil och en stor framgång på en rad exportmarknader. År 1966 lanserades Volvo 140, men Amazonen fortsatte att tillverkas fram till 1970. Som ett mer prisvärt alternativ och för att kompensera nedläggningen av PV544 1965 lanseras Volvo Amazon Favorit 1966. Favorit var en enklare och billigare variant av Amazon och togs ur produktion 1968. Under tillverkningsåren skedde en rad modifieringar (bland annat försvann tvålacksfärgen, baklyktorna ändrades, ny design av bagageluckehandtagen) av Amazonen men grundformen behölls under de 14 år som modellen tillverkades. Sammanlagt tillverkades 667 323 Amazoner mellan oktober 1956 och juli 1970. 
År 1956 kostade en Amazon 12 600 kronor och hade en B16-motor på 1,6 liter/60 hästkrafter och en treväxlad manuell växellåda. År 1962 monterades en B18A på 1,8 liter/75 hk, och 1969 kom en ännu större motor, B20A på 2,0 liter/90 hk. När Amazonen togs ur produktion på sommaren 1970 kostade den 17 100 kronor inklusive accis och moms. Starkaste motorn var B20B med 118 hk.

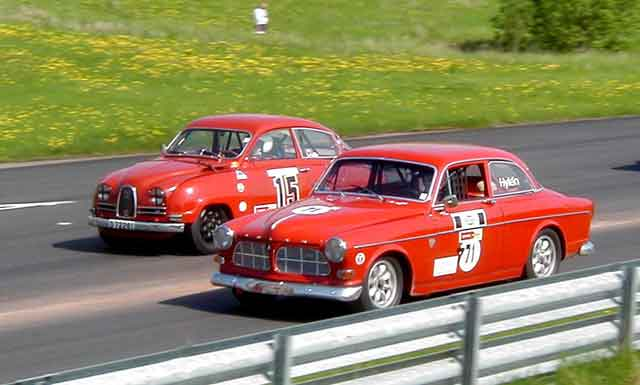
En Amazon tävlar mot en Saab 96.

Amazonen var den första volvobilen som kunde fås med högerstyrning.
Namnet Amazon användes bara på den nordiska marknaden eftersom namnet var upptaget utomlands av den tyska motorcykel- och mopedtillverkaren Kreidler. Utomlands är Amazonen istället mer känd som Volvo 121/122S/123GT, vilket även stod på emblemen på de svensksålda bilarnas framskärmar. Namnet stavades först Amason, efter betydelsen amasoner. Modellen med två dörrar hade beteckningen P130, med fyra dörrar P120 och kombin P220. Första året som kombi såldes fick den modellnamnet 221, men sedan blev det 121 och 122S som användes oavsett vilken kaross det gällde. Fyrdörrarsmodellen försvann 1967 i samband med att 144 hade börjat tillverkas. Sista året (1970) var även kombin borta, så då fanns bara tvådörrarsbilen kvar. 

## Tekniska data
Motor (1956–1961):typ B16, rak fyrcylindrig toppventilsmotor (121: B16A; 122S: B16B)
- Cylindervolym:	1 583 cm3
- Borr x slag:	79,37x80 mm
- Effekt (SAE):		66 hk vid 4 500 rpm (B16A), 85 hk vid 5 500 rpm (B16B)

Motor (1962–1968):typ B18, rak fyrcylindrig toppventilsmotor (121: B18A; 122S 1962–1967: B18D; 122S 1968, 123GT 1967–1968: B18B)
- Cylindervolym:	1 780 cm3
- Borr x slag:	84,14x80 mm
- Effekt (SAE):		75/85 hk vid 4 500/5 000 rpm (B18A), 90/95/100 hk vid 5 000/5 400/5 700 rpm (B18D), 115 hk vid 6 000 rpm (B18B)

Motor (1969–1970):typ B20, rak fyrcylindrig toppventilsmotor (121: B20A; 122S, 123GT: B20B)
- Cylindervolym:	1 986 cm3
- Borr x slag:	88,9x80 mm
- Effekt (SAE):		90 hk vid 4 800 rpm (B20A), 118 hk vid 5 800 rpm (B20B)

Växellådor:
- H6 3-växlad manuell, med osynkroniserad 1:a och backväxel (1957–1958)
- M4 4-växlad manuell, helsynkroniserad och med backväxel (1958–1960)
- M30 3-växlad manuell, helsynkroniserad (1961–1968)
- M31 3-växlad manuell med Laycock de Normanville överväxel typ D (1961)
- M40 4-växlad manuell, helsynkroniserad (1961–1970)
- M41 4-växlad manuell med Laycock de Normanville överväxel typ D (1961-1968) och typ J (1969–1970)
- BW35 3-stegs automat med rattväxel (1964–1968)

Längd:		445 cm (Herrgårdsvagn 449 cm)
Bredd:		162 cm
Hjulbas:	260 cm
Varianter:
- P120A: juli 1956 – januari 1958. Amazonen presenteras för allmänheten den 1 augusti 1956, en 4-dörrars bil. Leveranserna kom igång först i mars året därpå. Två prototyper registrerades som 1956 års modell, tvåfärgslackerade med taket i annan färg än övriga bilen.[7] Vagnen hade den nya B16-motorn, men växellådan var PV:ns gamla 3-växlade; 6 volts elsystem; madrasserad instrumentbräda; säkerhetsbälten fram var standard; tvådelad nummerskyltsbelysning bak; tvåtonslack.

Produktionen av 1957 års modell uppgick till 5 202 st. alternativt 5 184.
- P120B: februari 1958 – juli 1960. Ny modell introduceras 1958: Amazon Sport (eller 122S utanför Sverige) med B16B-motorn; fyrväxlad helsynkroniserad låda (M4) introduceras som extrautrustning (standard på Sport); hel nummerskyltsbelysning (kom först på årsmodell 1959). Sent under modellåret blir M4 och tvåpunkts säkerhetsbälten standard på både Amazon och Amazon Sport. I augusti 1958 införs förbättrade bromsar och värme och trepunkts säkerhetsbälten fram blir standard, även i PV 544.[9] Under 1959 börjar Polisen i Sverige köra extrautrustade Amazon Sport och de första bilarna går på export.

Produktionen uppgick till 49 215 st.
- P120D: augusti 1960 – juli 1961. Nya växellådor: M30, M40, M31 och M41; nya framstolar; rymligare baksäte. Sista året med tvåtonslack.

Produktionen uppgick till 29 900 st.
- P120E: augusti 1961 – juli 1962. Ny B18-motor från P1800; 122S får skivbromsar fram; 12 volts elsystem; asymmetriskt halvljus; tvåfärgat blinkersglas; ny kylargrill. I oktober 1961 introduceras tvådörrarsvarianten (P130) och i februari året därpå kommer Herrgårdsvagnen (P220).

Produktionen uppgick till 40 398 st.
- P120F: augusti 1962 – juli 1963. Förstärkt karosstruktur ovanför bakaxeln; förbättrat rostskydd. Automatiskt backljus blir standard. Ny sammansättningsfabrik i Kanada.

Produktionen uppgick till 63 575 st.
- P120G: augusti 1963 – juli 1964. Nya baklyktor med backljus, tidigare endast på kombi. Nytt handtag/nummerskyltsbelysning på bakluckan; nytt innertak; automatlåda introduceras som extrautrustning på P120. Nu även kombi i sportutförande (P222).

Produktionen uppgick till 80 675 st.
- P120K: augusti 1964 – juli 1965. Skivbromsar fram på alla modeller, kombin får dessutom bromsservo; nya framstolar; ny vinylklädsel; ny kylargrill; nya fälgar och navkapslar; nya emblem. Volvo inviger ny fabrik i Gent, Belgien (Volvo Europe N.V., VENV).

Produktionen uppgick till 98 650 st.
- P120L: augusti 1965 – juli 1966. Högre motoreffekt från B18D: 95 hk; permanentsmorda leder förpassade rundsmörjning till historien. I oktober 1965 introduceras instegsmodellen Favorit som ersättare till PV544. Vagnen hade B18A-motor och treväxlad låda, förenklad inredning, nästan ingen yttre kromutsmyckning och i begränsat antal färger och endast med röd inredning.

Produktionen uppgick till 119 000 st.
- P120M: augusti 1966 – juli 1967. Högre motoreffekt från B18A: 85 hk och B18D: 100 hk; slutet kylsystem; modifierad koppling; kraftigare bakvagnsupphängning, ny kylargrill. Ny modell introduceras: 123GT. Vagnen hade B18B-motor, växelströmsgenerator och överväxel; dubbla backspeglar på framflyglarna; ett dim- och ett fjärrljus fram på vissa marknader (inkl. Sverige); varvräknare; sportratt; snobbringar på fälgarna; belysning i motor- och bagagerum, radialdäck. I slutet av 1966 upphör tillverkningen av P120.

Produktionen uppgick till 89 310 st.
- P120P: augusti 1967 – juli 1968. B18D-motorn försvinner och ersätts av B18B-motorn i 122S (115 hk); ny säkerhetsratt och delad rattstång; bromsservo på alla modeller.

Produktionen uppgick till 41 100 st.
- P120S: augusti 1968 – juli 1969. Ny B20-motor; servoassisterade bromsar med tvåkretssystem samt växelströmsgenerator. Förenklingar på P130: inga kartfickor på dörrarna, minskat krom, hatthylla i papp, m.m. Sista året för kombivarianten.

Produktionen uppgick till 30 397 st.
- P120T: augusti 1969 – juli 1970. Nackstöd fram och säkerhetsbälten bak blir standard i Sverige. Den 3 juli 1970 rullade den sista Amazonen av bandet, en mörkblå bil med chassinummer 359726 som direkt hamnade i Volvos museum. Leveranser av packbilar till sammansättningsfabriker utomlands fortsatte under 1970 och de sista bilarna levererades i december till Sydafrika.[10]

Produktionen uppgick till 19 919 st.
Total produktion Amazon: 667 323 stycken, fördelat på; 234 209 4-dörrars vagnar, 359 917 2-dörrars och 73 196 herrgårdsvagnar.
Prestanda
- Volvo 121 (B18A. 75hk/DIN) Acc 0–100 km/h 16,6 sek. 0–120 km/h 26,5 sek. Toppfart 155 km/h.[12]
- Volvo 123 GT (B18B. 97hk/DIN) Acc 0–100 km/h 11.8 sek. 0–120 km/h I.U. Toppfart 170 km/h.[13]